# Billy McKinney
William Mervin McKinney, detto Billy (Waukegan, 5 giugno 1955), è un ex cestista, allenatore di pallacanestro e dirigente sportivo statunitense, professionista nella NBA.

## Carriera
Venne selezionato dai Phoenix Suns al sesto giro del Draft NBA 1977 (115ª scelta assoluta).